# Jan Franciszek Stasiewicz
Jan Franciszek Stasiewicz (ur. 9 maja 1936 w Lidzie, woj. nowogródzkie, Kresy Wschodnie) – polski lekarz, specjalista w zakresie chorób wewnętrznych i gastroenterologii, profesor nauk medycznych. Działacz samorządu lekarskiego, wieloletni prezes Okręgowej Rady Lekarskiej w Białymstoku i członek Naczelnej Rady Lekarskiej, redaktor, publicysta.

## Szkoła i studia
Szkołę podstawową (Nr 3) i liceum ogólnokształcące (Nr 1) ukończył w Białymstoku. W latach 1954–1961 studiował w Akademii Medycznej w Białymstoku (AMB) – obecnie Uniwersytet Medyczny (UMB). W trakcie studiów pracował m.in. w laboratorium szpitalnym. Pełnił też funkcję przewodniczącego Rady Uczelnianej Związku Studentów Polskich. Był inicjatorem i koordynatorem współpracy studentów wszystkich polskich akademii medycznych.
Po piątym roku studiów odbył studencką praktykę wakacyjną we Włoszech w Klinice Położniczej (Clinica Obstetrica) Szpitala Miejskiego w Pavii. Dyplom lekarza otrzymał 25 listopada 1961 i w tym samym dniu wziął ślub cywilny i kościelny z Anną Kanigowską.

## Praca w Klinice Gastroenterologii AM w Białymstoku
Po dwuletnim stażu podyplomowym podjął pracę (1963–1980) jako asystent w II Klinice Chorób Wewnętrznych AMB, przemianowanej na Klinikę Gastroenterologii. W 1966 złożył egzamin specjalizacyjny z chorób wewnętrznych I stopnia, a w 1969 II stopnia. W 1970 obronił pracę doktorską Badania nad wpływem insuliny na działanie acetylocholiny, noradrenaliny i niektórych jonów na mięsień gładki izolowanego jelita szczura.
W trakcie pracy w klinice odbył dwa stypendia naukowe: w 1973 z puli Światowej Organizacji Zdrowia (WHO) w Ninewells Hospital w Dundee w Szkocji, pod opieką dr. K.G. Wormsley’a oraz w 1978 w ramach współpracy naukowej Ministerstwa Zdrowia Belgii i Polski w Hospital d’Ixelles Free University w Brukseli w Klinice Chorób Wewnętrznych kierowanej przez prof. A. Delcourta.
W klinice pracował na stanowisku adiunkta (1974–1980) prowadząc dydaktykę studencką (ćwiczenia, seminaria) oraz szkolenia lekarzy – specjalizacyjne i w zakresie wybranych metod diagnostycznych, głównie testu sekretynowego w chorobach trzustki.
Realizując przewód habilitacyjny, w 1979 po obronie rozprawy Wpływ czynników nerwowo-hormonalnych na motorykę pęcherzyka żółciowego ze szczególnym uwzględnieniem układu adrenergicznego uzyskał tytuł doktora habilitowanego.

## Praca na III Oddziale Chorób Wewnętrznych i Gastroenterologii WSzZ w Białymstoku
W 1981, po wygraniu konkursu, dr hab. n. med. Jan Stasiewicz został ordynatorem Oddziału Gastroenterologii Wojewódzkiego Szpitala Zespolonego im. J. Śniadeckiego w Białymstoku, przemianowanego w 1992 na III Oddział Chorób Wewnętrznych i Gastroenterologii. Funkcję tę pełnił do 2007, gdy przeszedł na emeryturę.
Tematy badawcze Oddziału obejmowały głównie problemy patogenezy i leczenia chorób przewodu pokarmowego:
- badania nad zewnątrz i wewnątrzwydzielniczą czynnością trzustki i żołądka w przebiegu różnych chorób; w latach 80-tych i 90-tych wykonywał m.in. test sekretynowoceruleinowy;
- badania biochemiczne skrawków błony śluzowej żołądka i dwunastnicy pobieranych drogą endoskopową (ocena substratów energetycznych oraz enzymów) głównie w aspekcie rozwoju choroby nowotworowej;
- farmakoterapia choroby wrzodowej z uwzględnieniem szczególnych sytuacji klinicznych (wrzód oporny na leczenie H2 blokerami, wrzód w żołądku operowanym);
- badanie czynników patogenetycznych w chorobie refluksowej przełyku;
- badania nad zakażeniem bakterią Helicobacter pylori (ocena różnych metod eradykacji, zakażenie H. pylori w żołądku operowanym, zakażenie żołądka a stan uzębienia);
- analiza dużego materiału badań ECPW, np. w aspekcie anomalii rozwojowych dróg żółciowych i przewodu trzustkowego, anatomia układu żółciowego i trzustki w wybranych chorobach;
- kazuistyka, głównie endoskopowa[6].

## Zespół Nauczania Klinicznego AMB
W latach 1986–2000 był kierownikiem Zespołu Nauczania Klinicznego AMB, działającego na bazie Oddziału. Zespół prowadził ćwiczenia ze studentami wydziału lekarskiego i stomatologii z zakresu chorób wewnętrznych, chirurgii, pediatrii i rehabilitacji na odpowiednich oddziałach Szpitala. W latach 2000–2007 prowadził też zajęcia dydaktyczne z gastroenterologii w Zakładzie Medycyny Rodzinnej AMB.
W uznaniu dorobku naukowego i dydaktycznego w 1997 Jan Stasiewicz otrzymał tytuł profesora nauk medycznych.

## Udział w zjazdach, kongresach i sympozjach
W 1984 przebywał w Kownie na zaproszenia dyrektora Szpitala Republikańskiego, w charakterze konsultanta gastrologicznego, a w 1986 w Helsinkach. Brał udział w Zjazdach Amerykańskiego Towarzystwa Gastroenterologicznego (Tydzień Gastroenterologiczny): w Nowym Orleanie (1998), Orlando (1999) oraz w San Diego (2000), gdzie miał możliwość bezpośredniej obserwacji osiągnięć gastroenterologii na najwyższym poziomie oraz zetknięcia się z jej autorami.
Uczestniczył w Europejskich Spotkaniach Gastroenterologicznych, odbywających m.in. w Atenach (1992), Barcelonie, Oslo, Berlinie, Birmingham, Paryżu, Wiedniu, Madrycie. Występował w sympozjach w Amsterdamie, Genewie, Algarve, gdzie prezentował własne wyniki i poglądy naukowe, oraz w Grindelwald (2000) i na wyspie Reunion (2001). Wyjeżdżał do Wilna jako wykładowca (wiosna i jesień 2005).
W Polsce wykładał w wielu ośrodkach medycznych; w latach (1990-2005) wygłaszał ok. 10 referatów rocznie. Był członkiem Polskiego Towarzystwa Lekarskiego, Zarządu Głównego Towarzystwa Internistów Polskich, Rady Naukowej przy Ministrze Zdrowia (1984–1988), pełnił funkcję przewodniczącego Komisji Rewizyjnej Polskiego Towarzystwa Gastroenterologii.
Po przejściu na emeryturę, kontynuował działalność lekarską w lecznictwie otwartym, pracując w Lekarskiej Spółdzielni Specjalistów „Eskulap” w Białymstoku.

## Publikacje naukowe
Był promotorem 5 doktoratów. Opublikował 220 artykułów fachowych i doniesień zjazdowych oraz ok. 80 publicystycznych, napisał kilkadziesiąt recenzji prac naukowych.
Napisał książkę autorską „Podstawy patogenetyczne leczenia chorób przewodu pokarmowego”, J. Stasiewicz, PZWL, 3 wydania: 1985, 1992, 1999.
Był współautorem trzech innych książek, zamieszczając obszerne rozdziały gastroenterologiczne:
- „Leczenie farmakologiczne chorób przewodu pokarmowego” w „Farmakoterapia geriatryczna” (red. W. Pędich, Z. Szreniawski), PZWL, 3 wydania: 1986, 1991, 1998[10];
- „Układ pokarmowy” w „Fizjologiczne podstawy wysiłku fizycznego” (red. J. Górski), PZWL, 2 wydania: 2001, 2006[11];
- „Choroby układu żółciowego” w „Gastroenterologia w praktyce” (red. A. Gabryelewicz), PZWL, 2002[12].

## Działalność w samorządzie lekarskim
Prof. Stasiewicz należał do inicjatorów reaktywacji samorządu lekarskiego, działając w „Solidarności”. Był jednym z pionierów reaktywacji samorządu, w szczególności na terenie trzech ówczesnych województw mających swe siedziby w Białymstoku, Łomży i Suwałkach. Współorganizował struktury Okręgowej Izby Lekarskiej (OIL) w Białymstoku.
W 1989 został pierwszym prezesem Okręgowej Rady Lekarskiej (ORL) w Białymstoku. Funkcję tę sprawował (z 4-letnią przerwą) przez 4 kadencje, czyli 16 lat. W 1997 nadano mu tytuł Honorowego Prezesa ORL w Białymstoku. W latach 2009–2017 pełnił funkcję wiceprezesa ORL.
W Naczelnej Radzie Lekarskiej (NRL) zasiadał nieprzerwanie przez 20 lat (1989-2009). W tym czasie był członkiem Komisji Kształcenia Podyplomowego Naczelnej Izby Lekarskiej. W latach 1999–2019 brał udział w pracy Komisji Bioetycznej OIL, był przewodniczącym Komisji Kształcenia OIL w Białymstoku.
Jako prezes ORL, wykazywał wysoką kulturę osobistą, reprezentując nienaganną postawę etyczną i moralną. Nie obawiał się podejmowania odpowiedzialnych zadań. Działalność na rzecz środowiska lekarskiego traktował na równi z wykonywaniem zawodu lekarza, jako swoje życiowe powołanie. Nadzorował budowę „Domu Lekarza” w Białymstoku – obecnej siedziby OIL, pierwszego w Polsce „Domu Lekarza Seniora” i Ośrodka Konferencyjno-Szkoleniowego w Turośni Kościelnej.
Bronił prestiżu zawodu lekarza i walczył o nadanie mu należnego statusu. Interweniował w sprawach dotyczących warunków, swobody i ograniczeń w wykonywaniu zawodu lekarza, złej sytuacji placówek medycznych, kolizji interesów medycyny z interesami Narodowego Funduszu Zdrowia (przedtem: Kasy Chorych) i nieprawidłowego kontraktowania usług medycznych, utrudnionego dostępu pacjentów do świadczeń. Upominał się o większą liczbę przydzielanych specjalizacji i rezydentur, dbał o organizację szkoleń podyplomowych.
Brał udział w akcjach protestacyjnych na Podlasiu i w Warszawie. Skutecznie współpracował z Zarządem Regionu Podlaskiego Ogólnopolskiego Związku Zawodowego Lekarzy.
Wraz z uruchomieniem działalności wydawniczej OIL w Białymstoku, został redaktorem naczelnym wszystkich jej wydawnictw, a od 2010 został również redaktorem naczelnym „Biuletynu OIL w Białymstoku” (do 2024) i „Zeszytów Historycznych” – nadal. Zajmował się pracą redakcyjną i publicystyczną. Napisał ok. 800 felietonów, biografii i artykułów związanych głównie z historią medycyny na Podlasiu, przypominając dzieje placówek i organizacji medycznych oraz życiorysy zasłużonych lekarzy.
Jego twórczość jest niezwykle wartościowa ze względu na świetną znajomość środowiska i wydarzeń, doskonałą pamięć do najdrobniejszych szczegółów, talent pisarski i gawędziarski styl z piękną, obrazową polszczyzną. W kilku numerach „Zeszytów Historycznych” zamieścił też swoją autobiografię złożoną z pięciu rozdziałów i addendum.

## Nagrody, odznaczenia i wyróżnienia
- Nagroda Specjalna Ministra Zdrowia za modelową współpracę zespołów chirurgicznego i gastroenterologicznego Szpitala Wojewódzkiego im. Jędrzeja Śniadeckiego w Białymstoku (1986)[5]
- Nagrody Ministra Zdrowia I i II Stopnia
- Tytuł Honorowy Prezes Okręgowej Rady Lekarskiej w Białymstoku (od 1997)[23]
- Krzyż Kawalerski Orderu Odrodzenia Polski (1998)[19]
- Tytuł Najlepszy Oddział Internistyczny w Województwie Podlaskim w rankingu Newsweeka (2000)[5]
- Krzyż Oficerski Orderu Odrodzenia Polski za zasługi w działalności na rzecz ochrony zdrowia (2001)[24]
- Odznaczenie izbowe Pro Gloria Medici za całokształt działalności lekarskiej i samorządowej (2004)[19]
- Medal Komisji Edukacji Narodowej (2009)[19]
- Odznaczenie Naczelnej Izby Lekarskiej Meritus Pro Medicis (2011)[13][25]
- Medal Okręgowej Izby Lekarskiej w Białymstoku Gloria Artis Medicinae (2014)[25]

## Życie prywatne
Oboje rodzice ukończyli studia na Uniwersytecie Stefana Batorego w Wilnie. Jego ojciec Witold był lekarzem powiatowym w Lidzie, a matka Maria (z domu również Stasiewicz) nauczycielką botaniki. W marcu 1945, Stasiewiczowie załadowali się do pociągu towarowego jadącego do Krakowa. Jednak na dworcu białostockim żołnierze sowieccy kazali im opróżnić wagon, wysiedli i w ten sposób osiedlili się w Białymstoku.
Dr Witold Stasiewicz został naczelnikiem Wydziału Zdrowia Urzędu Wojewódzkiego, był ekspertem Ministerstwa Zdrowia do spraw organizacji ochrony zdrowia, pełnił funkcję specjalisty krajowego, tworzył w AMB Zakład Organizacji Ochrony Zdrowia i kierował nim. Maria Stasiewicz była pierwszym pracownikiem Biblioteki Naukowej AMB, pełniła obowiązki jej dyrektora, a następnie pracowała tam na stanowisku starszego asystenta.
Życiorysy rodziców prof. Jan Stasiewicz opisał szczegółowo m.in. w polskim piśmie historyczno-krajoznawczym na Białorusi „Ziemia Lidzka”, oraz w „Zeszytach Historycznych” wydawanych przez OIL w Białymstoku. Jego siostra, Irena Stasiewicz-Jasiukowa, ukończyła studia na Wydziale Polonistyki Uniwersytetu Warszawskiego w 1954. Została profesorem w Instytucie Historii Nauki Polskiej Akademii Nauk, specjalizując się w historii nauki i kultury.
Żona Anna Jolanta (córka prof. Zygmunta Kanigowskiego), lekarz internista-reumatolog. Córka, Joanna Tołwińska jest lekarzem, kardiologiem dziecięcym, współwłaścicielką przychodni lekarskiej. Syn Jacek, mgr historii, z żoną Jolantą, prawnikiem, pracują w firmach farmaceutycznych. Najstarszy wnuk jest menedżerem. Drugi zrobił międzynarodową maturę i studiuje kierunki humanistyczne. Starsza wnuczka też pracuje jako menedżer. Najmłodsza wnuczka studiuje sztuki piękne w Łodzi.
Hobby: Historia, relaks i praca w domu letniskowym w Atenach w gminie Nowinka.